# ランスロット・ホグベン
ランスロット・トマス・ホグベン （英語：Lancelot Thomas Hogben、1895年12月9日 - 1975年8月22日）は、イギリスの動物学者、遺伝学者。
『百万人の数学』『市民の科学』をはじめ、科学・数学・言語の啓蒙書の執筆者としてよく知られる。マルクス主義者でもあり独立労働党でも活動、人工言語・インターグロッサの考案者である。妻は、数学者・統計学者でフェミニストのエニッド・チャールズ。

## 経歴
ポーツマスにプリマス・ブレザレンの家庭に生まれる。ハンプシャーのサウスシーで育ったが、やがて一家はロンドンに移住。トッテンハム・カウンティー・スクールを経てケンブリッジ大学トリニティ・カレッジで医学生として遺伝学を学び、1915年に学位を取得。社会主義者としての確信を得ていたので、ケンブリッジ大学のファビアン協会を社会主義協会に改組している。
第1次世界大戦中は平和主義者となり、クエーカーに入信。フレンズ戦争被害者救済運動、のちにフレンズ救急隊の支援の元、フランスで6ヶ月赤十字の活動に従事した。その後、ケンブリッジに戻り、1916年にウォームウッド・スクラブズに良心的兵役拒否者として収監された。健康が悪化したため1917年に釈放された。
1918年にエニッド・チャールズと結婚。大戦後暫くはロンドンの大学講師として糊口を凌ぎ、ロンドン大学動物学博士の学位を取得。1922年にエジンバラ大学の動物飼育研究部門に移籍。1923年にジュリアン・ハクスリーやJ・B・S・ホールデン、フランシス・アルバート・エリー・クルーとともに実験生物学会を創設し、『実験生物学雑誌』(Journal of Experimental Biology)を創刊した。ゲイリー・ワーズキー（Gary Werskey）によると、ホグベンは4人の中ではただ一人優生学の思想を持っていなかったという。彼は1923年に王立協会フェローとなった。その後マギル大学へ移った。
1927年にケープタウン大学の動物学部長となる。ケープタウン大学では、内分泌学に取り組む傍らアフリカツメガエルの生殖を研究し、妊娠検査に基礎的な功績を残した。
1930年にロンドン・スクール・オブ・エコノミクスに移り、社会生物学を担当。1936年王立協会フェロー選出。1942年に同協会からクルーニアン・メダル受賞。

ロックフェラー財団によってロンドン・スクール・オブ・エコノミクスでの社会生物学の財務状況が資金を提供され基金を取り消したとき、ホグベンは異動し1937年にアバディーン大学の博物学欽定教授になった。ホグベンは『百万人の数学』(1936年)、『市民の科学』(1938年)と一般向けの科学のベストセラーを2冊出版した。これらはとても野心的な書籍であった。またアバディーンではホグベンは言語についても興味を持っていた。彼の友人であるフレデリック・ボドマーが『The Loom of Language』を編集したことに加え、彼は「民主的な世界秩序を補助するための提案」として国際言語であるインターグロッサを創り上げた。
第二次世界大戦中、ホグベンはイギリス陸軍の医学的統計を取る任務にあたった。彼は1941年から1947年までバーミンガム大学で動物学教授を勤め、1947年から1961年まで医療統計学の教授を勤めた後に退職した。彼はその後1963年にガイアナ大学で初代副学長となり、1964年に辞職。1975年、死去。

## 著作
- Exiles of the Snow, and Other Poems (1918)
- An Introduction to Recent Advances in Comparative Physiology (1924) with Frank R. Winton
- The Pigmentary Effector System. A review of the physiology of colour response (1924)
- Comparative Physiology (1926)
- Comparative Physiology of Internal Secretion (1927)
- The Nature of Living Matter (1930)
- Genetic Principles in Medical and Social Science (1931)
- Mathematics for the Million (1936)
- The Retreat from Reason (1936) Conway Memorial Lecture May 20, 1936
- Science for the Citizen: A Self-Educator Based on the Social Background of Scientific Discovery (1938)
- Political Arithmetic: A Symposium of Population Studies (1938) editor
- Dangerous Thoughts (1939)
- Author in Transit (1940)
- Principles of Animal Biology (1940
- Interglossa: A Draft of an Auxiliary for a Democratic world order, Being an Attempt to Apply Semantic Principles to Language Design (1943)
- The Loom of Language by Frederick Bodmer (1944) editor
- An Introduction to Mathematical Genetics (1946)
- History of the Homeland The Story of the British Background: by Henry Hamilton (1947) editor, No. 4 of Primers for the Age of Plenty
- From Cave Painting To Comic Strip: A Kaleidoscope of Human Communication (1949)
- Chance and Choice by Cardpack and Chessboard (1950)
- Man Must Measure: The Wonderful World of Mathematics (1955)
- Statistical theory. The relationship of probability, credibility and error. An examination of the contemporary crisis in statistical theory from a behaviorist viewpoint (1957)
- The Wonderful World Of Energy (1957)
- The Signs of Civilisation (1959)
- The Wonderful World Of Communication (1959)
- Mathematics In The Making (1961)
- Essential World English (1963) with Jane Hogben and Maureen Cartwright
- Science in Authority: Essays (1963)
- The Mother Tongue (1965)
- Whales for the Welsh - A Tale of War and Peace with Notes for those who Teach or Preach (1967)
- Beginnings and Blunders or Before Science Began (1970)
- The Vocabulary Of Science (1970) with Maureen Cartwright
- Astronomer Priest and Ancient Mariner (1972)
- Maps, Mirrors and Mechanics (1973)
- Columbus, the Cannon Ball and the Common Pump (1974)
- How The World Was Explored, editor, with Marie Neurath and J. A. Lauwerys
- Lancelot Hogben: Scientific Humanist (1998) autobiography, edited by Adrian Hogben and Anne Hogben